# 2014-es US Open (tenisz)
A 2014-es US Open (amerikai nyílt teniszbajnokság) az év negyedik Grand Slam-tornája, amelyet 134. alkalommal rendeztek meg New Yorkban, a Flushing Meadows kemény borítású pályáin 2014. augusztus 25. és szeptember 8. között.
A férfi címvédő Rafael Nadal a verseny előtt bejelentette, hogy sérülés miatt nem indul, így új bajnokot avattak, meglepetésre a horvát Marin Čilić személyében.  A nők versenyén Serena Williams ismét megvédte címét, és ezzel hatodszor lett a US Open győztese. A férfi párosok versenyét ötödször nyerte meg a Bob Bryan, Mike Bryan testvérpár. Jekatyerina Makarova és Jelena Vesznyina a 2013-as Roland Garros után második Grand Slam-tornagyőzelmüket aratták. A vegyes párost az indiai Szánija Mirza és a brazil Bruno Soares nyerte. Mirza ezzel harmadik Grand Slam-győzelmét, egyben első US Open sikerét érte el, míg Soares másodszor győzedelmeskedett a US Open vegyes páros versenyén.

## Világranglistapontok
| Eredmény           | Férfi egyes | Férfi páros | Női egyes | Női páros |
| ------------------ | ----------- | ----------- | --------- | --------- |
| Győzelem           | 2000        | 2000        | 2000      | 2000      |
| Döntő              | 1200        | 1200        | 1300      | 1300      |
| Elődöntő           | 720         | 720         | 780       | 780       |
| Negyeddöntő        | 360         | 360         | 430       | 430       |
| 16 között          | 180         | 180         | 240       | 240       |
| 32 között          | 90          | 90          | 130       | 130       |
| 64 között          | 45          | 0           | 70        | 10        |
| 128 között         | 10          | –           | 10        | –         |
| Főtáblára jutás    | 25          | –           | 40        | –         |
| Selejtező (3. kör) | 16          | –           | 30        | –         |
| Selejtező (2. kör) | 8           | –           | 20        | –         |
| Selejtező (1. kör) | 0           | –           | 2         | –         |

## Pénzdíjazás
A torna teljes összdíjazása 38 251 760 dollárt tett ki. Ez 11,7%-os emelést jelent az előző évhez képest, és az Emirates légitársaság által a US Open Series első három helyezettjének felajánlott 2,6 millió dollárral együtt meghaladta a rekordnak tekinthető 40 millió dollárt.
| Eredmény           | Egyes*      | Páros**                   | Vegyes páros**            |
| Győzelem           | 3 000 000 $ | 520 000 $                 | 150 000 $                 |
| Döntő              | 1 450 000 $ | 250 000 $                 | 70 000 $                  |
| Elődöntő           | 730 000 $   | 124 450 $                 | 30 000 $                  |
| Negyeddöntő        | 370 250 $   | 62 060 $                  | 15 000 $                  |
| 16 között          | 187 300 $   | 32 163 $                  | 10 000 $                  |
| 32 között          | 105 090 $   | 20 063 $                  | 5000 $                    |
| 64 között          | 60 420 $    | 13 375 $                  | –                         |
| 128 között         | 35 754 $    | –                         | –                         |
| Selejtező (döntő)  | 13 351 $    | *Nemenként **Csapatonként | *Nemenként **Csapatonként |
| Selejtező (2. kör) | 8781 $      | *Nemenként **Csapatonként | *Nemenként **Csapatonként |
| Selejtező (1. kör) | 4551 $      | *Nemenként **Csapatonként | *Nemenként **Csapatonként |

## Döntők

### Férfi egyes
- Marin Čilić győzött  Nisikori Kei ellen 6–3, 6–3, 6–3 arányban.

Ez volt Čilić első Grand Slam-győzelme. Ő az első horvát teniszező, aki győzni tudott a US Openen. Nisikori az első japán (a férfiakat és a nőket is számítva), és az első ázsiai férfi teniszező, aki Grand Slam-döntőbe jutott.

### Női egyes
- Serena Williams győzött  Caroline Wozniacki ellen 6–3, 6–3 arányban.

Ez volt Serena Williams tizennyolcadik egyéni Grand Slam-győzelme, és hatodik US Open diadala.

### Férfi páros
- Bob Bryan /  Mike Bryan győzött  Marcel Granollers /  Marc López ellen 6–4, 6–3 arányban.

Ez volt a Bryan testvérpár tizenhatodik páros Grand Slam-tornagyőzelme, és egyben ötödik US Open győzelmük.

### Női páros
- Jekatyerina Makarova /  Jelena Vesznyina győzött  Martina Hingis /  Flavia Pennetta ellen 2–6, 6–3, 6–2 arányban.

Ez volt Makarova és Vesznyina második Gramd Slam-tornagyőzelme, és egyben első US Open győzelmük.

### Vegyes páros
- Szánija Mirza /  Bruno Soares győzött  Abigail Spears /  Santiago González ellen 6–1, 2–6, [11–9] arányban.

Ez volt Szánija Mirza harmadik vegyes páros Grand Slam-győzelme, és első US Open győzelme. Bruno Soares másodszor nyert a vegyes párosok versenyében a US Openen.

### Juniors

#### Fiú egyéni
- Omar Jasika –  Quentin Halys, 2–6, 7–5, 6–1

#### Lány egyéni
- Marie Bouzková –  Anhelina Kalinyina, 6–4, 7–6(5)

#### Fiú páros
- Omar Jasika /  Naoki Nakagawa –  Rafael Matos /  João Menezes, 6–3, 7–6(6)

#### Lány páros
- İpek Soylu /  Jil Teichmann –  Vera Lapko /  Tereza Mihalíková, 5–7, 6–2, [10–7]